# Range War
Range War è un film del 1939 diretto da Lesley Selander.
È un western statunitense con William Boyd, Russell Hayden e Britt Wood. È una delle produzioni della serie di film western incentrati sul personaggio di Hopalong Cassidy, interpretato da William Boyd e creato dall'autore Clarence E. Mulford nel 1904.

## Produzione
Il film, diretto da Lesley Selander su una sceneggiatura di Sam Robins e, per alcuni dialoghi addizionali, di Walter C. Roberts e un soggetto di Josef Montaigue, fu prodotto da Harry Sherman tramite la Harry Sherman Productions e girato nelle Alabama Hills e nell'Anchor Ranch a Lone Pine, in California, dal 3 aprile 1939. Il titolo di lavorazione fu Lawful Outlaws.

## Distribuzione
Il film fu distribuito negli Stati Uniti dall'8 settembre 1939 (première a New York il 25 agosto 1939) al cinema dalla Paramount Pictures.
Altre distribuzioni:
- in Danimarca il 27 novembre 1939 (Overfaldet paa Postvognen)
- in Francia il 13 agosto 1947 (Bataille rangée)
- negli Stati Uniti il 7 maggio 1948 (redistribuzione)
- in Germania Ovest il 20 maggio 1950 (Teufelsreiter von Texas)
- in Austria nel 1951 (Teufelsreiter von Texas)
- in Brasile (O Homem Prático)

## Promozione
Le tagline sono:
- The train robbers tried to push him around... but Hopalong comes back in a whirlwind of fighting fury
- HOLAPONG FACES THE FURY OF A LYNCH-MAD MOB!
- OUTLAWS RUN FOR COVER... WHEN HOPPY HITS THE TRAIL